# Yukito Kishiro
Yukito Kishiro (en japonès, 木城 ゆきと) (Tòquio, 20 de març de 1967) és un mangaka japonès. És més conegut per ser l'autor de la sèrie GUNNM (銃夢, Alita, àngel de combat).

## Biografia
Nascut el 20 de març de 1967 a Tòquio, Yukito Kishiro va créixer a la ciutat portuària de Chiba, a la prefectura de Chiba. Ràpidament, va descobrir una passió pel dibuix, principalment amb monstres, i va imaginar diverses històries sense humans més aviat violents. Quan era adolescent va ser influenciat per l'anime de meques Armored Trooper VOTOMS (装甲騎兵ボトムズ) i Mobile Suit Gundam (機動戦士ガンダム), en particular els dissenys de Yoshikazu Yasuhiko (安彦 良和), així com les obres de la mangaka Rumiko Takahashi (高橋 留美子).
Als disset anys, va guanyar el primer premi en un concurs organitzat per la revista Weekly Shōnen Sunday. Amb la seva nova història Kikai (literalment «malvada»), una història de naus espacials dedicades al contraban de drogues, és coronat com a millor nouvingut i rep el premi de manga Shōgakukan (小学馆). Des de 1988, les seves històries es publiquen a les revistes de Shōgakuhan i Kadokawa Shoten.
Durant l'hivern de 1990, va començar la seva sèrie GUNNM (Alita, àngel de combat) a la revista Business Jump, publicada per Shūeisha. El 1994, quan encara s'està publicant la sèrie, es produeix un esdeveniment que li causa xoc físic i mental greu com per impedir continuar la feina. No obstant això, va decidir acabar la feina, però molt més ràpid del que havia previst a principis de 1995, sense publicar part de la història que havia previst. A la fi de 1995, va reflexionar de seguir la seva obra sota la forma de videojoc per aconseguir l'episodi que havia imaginat. El joc, GUNNM: Kasei no kioku és llavors alliberat el 1998 a PlayStation. Mentrestant, va participar en la il·lustració d'una novel·la de GUNNM i va dirigir tres històries curtes relacionades amb l'univers de GUNNM, que van compilades el 2007 en un volum enquadernat titulat GUNNM Other Stories (銃夢外伝, Gunnm Gaiden). També va escriure dos mangas: Ashman (Haisha) i Aqua Knight, sempre en el mateix univers. A partir de 1998, es publica una versió de luxe en sis volums, i Kishiro dibuixa la seva història com a episodi espacial. Llavors, es modifica el final de GUNNM per tal d'integrar-la a aquesta versió.
Va començar GUNNM Last Order al novembre del 2000 a la revista Ultra Jump. Va ser publicat fins al 2010 per Shūeisha, fins que va aparèixer una disputa entre l'editor i l'autor. Llavors, la sèrie va passar a Kōdansha, que publica la sèrie a la revista Evening fins a la seva conclusió el 2014.
A l'octubre del 2014, comença una nova sèrie basada en GUNNM, GUNNM Mars Chronicle, a la revista Evening.

## Obres
- 1984 : Kikai (気怪)
- 1988 : Kaiyōsei (怪洋星)
- 1988 : Hito (飛人)
- 1988 : WAR - MEN
- 1989 : Dai-Mashin (大・摩神)
- 1989 : Mirai Tokyo Head Man (未来東京HEADMAN)
- 1990 : Uchū kaizoku shōnendan (宇宙海賊少年団)
- 1991 - 1995 : Gunnm (銃夢, Alita, àngel de combat)
- 1997 : Hito (recull d'històries curtes de la joventut de l'autor)
- 1997 : Ashman (灰者, Haisha)
- 1997 : Gunnm Other Stories (銃夢外伝, Gunnm Gaiden)
- 1998 : Aqua Knight (水中騎士, Akua Naito)
- 2000 - 2014 : Gunnm Last Order (銃夢, Last Order Ganmu Rasuto Ōdā)
- 2014 - en curs : Gunnm Mars Chronicle (銃夢火星戦記, Ganmu Kasei Senki)